# Hello Katy Tour
Hello Katy Tour fue la primera gira de conciertos de la cantante Katy Perry para promover su  álbum debut One of the boys. La gira visitó América del Norte, Europa, Asia y Australia.

## Antecedentes
Después de terminar el Warped Tour de 2008, Perry anunció la gira en noviembre de 2008, después de los MTV Europe Music Awards 2008.
En una entrevista con Billboard, Perry dijo, 

"Tengo a la persona que crea las etapas de Madonna trabajando en este tour, yo tengo mi obsesión a las frutas y gatos y a diseñar todos trajes diferentes ”

## Actos de apertura
- The Daylights (Estados Unidos)
- Sliimy (Reino Unido)
- Bedük (Estambul)
- 3OH!3 (solo en algunas fechas en Europa)

## Lista de canciones
1. "Fingerprints"
2. "One of the Boys"
3. "Self Inflicted"
4. "Use Your Love"
5. "Waking Up in Vegas"
6. "Lost"
7. "Hot N Cold"
8. "Thinking of You"
9. "Mannequin"
10. "Ur So Gay"
11. "I'm Still Breathing"
12. "I Think I'm Ready"
13. "If You Can Afford Me"
14. "Don't Stop Me Now"

Encore
1. "I Kissed a Girl"

## Fechas de la gira
| Fecha                   | Ciudad             | País           | Lugar de celebración                                   |
| ----------------------- | ------------------ | -------------- | ------------------------------------------------------ |
| Norteamérica            |                    |                |                                                        |
| 23 de enero de 2009     | Seattle            | Estados Unidos | Showbox at the Market                                  |
| 25 de enero de 2009     | Vancouver          | Canadá         | Commodore Ballroom                                     |
| 28 de enero de 2009     | San Francisco      | Estados Unidos | The Fillmore                                           |
| 29 de enero de 2009     | Sacramento         | Estados Unidos | Empire Events Center                                   |
| 31 de enero de 2009     | Los Ángeles        | Estados Unidos | Pellissier Building and Wiltern Theatre                |
| 2 de febrero de 2009    | Tucson             | Estados Unidos | University of Arizona                                  |
| 3 de febrero de 2009    | Phoenix            | Estados Unidos | Marquee Theatre                                        |
| 5 de febrero de 2009    | San Diego          | Estados Unidos | House of Blues                                         |
| 10 de febrero de 2009   | Salt Lake City     | Estados Unidos | In The Venue                                           |
| Europa                  |                    |                |                                                        |
| 20 de febrero de 2009   | Hanóver            | Alemania       | The Dome 49                                            |
| 22 de febrero de 2009   | Estocolmo          | Suecia         | Nalen                                                  |
| 23 de febrero de 2009   | Copenhague         | Dinamarca      | K.B. Hallen                                            |
| 25 de febrero de 2009   | Mánchester         | Inglaterra     | Manchester Academy                                     |
| 26 de febrero de 2009   | Londres            | Inglaterra     | KOKO                                                   |
| 27 de febrero de 2009   | Londres            | Inglaterra     | KOKO                                                   |
| 1 de marzo de 2009      | Ámsterdam          | Países Bajos   | Melkweg                                                |
| 2 de marzo de 2009      | París              | Francia        | Élysée Montmartre                                      |
| 4 de marzo de 2009      | Múnich             | Alemania       | TonHalle                                               |
| 5 de marzo de 2009      | Fráncfort          | Alemania       | Hugenottenhalle                                        |
| 6 de marzo de 2009      | Hamburgo           | Alemania       | Große Freiheit                                         |
| 7 de marzo de 2009      | Bruselas           | Bélgica        | Ancienne Belgique                                      |
| América                 |                    |                |                                                        |
| 19 de marzo de 2009     | Austin             | Estados Unidos | Stubb                                                  |
| 23 de marzo de 2009     | Kansas City        | Estados Unidos | Beaumont Club                                          |
| 24 de marzo de 2009     | Minneapolis        | Estados Unidos | First Avenue                                           |
| 26 de marzo de 2009     | Chicago            | Estados Unidos | House of Blues                                         |
| 27 de marzo de 2009     | Detroit            | Estados Unidos | Clutch Cargo                                           |
| 28 de marzo de 2009     | Cleveland          | Estados Unidos | House of Blues                                         |
| 30 de marzo de 2009     | Toronto            | Canadá         | The Guvernment                                         |
| 31 de marzo de 2009     | Montreal           | Canadá         | Metropolis                                             |
| 1 de abril de 2009      | Boston             | Estados Unidos | House of Blues                                         |
| 3 de abril de 2009      | Palm Springs       | Estados Unidos | Palm Springs Convention Center                         |
| 5 de abril de 2009      | Filadelfia         | Estados Unidos | The Fillmore at the Theatre of the Living Arts         |
| 6 de abril de 2009      | Nueva York         | Estados Unidos | The Fillmore at Irving Plaza                           |
| 7 de abril de 2009      | Nueva York         | Estados Unidos | The Fillmore at Irving Plaza                           |
| 8 de abril de 2009      | Nueva York         | Estados Unidos | The Fillmore at Irving Plaza                           |
| 10 de abril de 2009     | Washington D. C.   | Estados Unidos | 9:30 Club                                              |
| 11 de abril de 2009     | Playa Myrtle       | Estados Unidos | House of Blues                                         |
| 14 de abril de 2009     | Nashville          | Estados Unidos | Cannery Ballroom                                       |
| 15 de abril de 2009     | Atlanta            | Estados Unidos | Center Stage                                           |
| 28 de abril de 2009     | San Petersburgo    | Estados Unidos | Jannus Landing                                         |
| 29 de abril de 2009     | Fort Lauderdale    | Estados Unidos | Revolution Live                                        |
| 2 de mayo de 2009       | Birmingham         | Estados Unidos | Birmingham-Jefferson Convention Complex                |
| 7 de mayo de 2009       | Miami              | Estados Unidos | The Fillmore Miami Beach at The Jackie Gleason Theater |
| 11 de mayo de 2009      | Dallas             | Estados Unidos | House of Blues                                         |
| 12 de mayo de 2009      | Houston            | Estados Unidos | House of Blues                                         |
| 16 de mayo de 2009      | Ciudad de México   | México         | Foro Sol                                               |
| Asia                    |                    |                |                                                        |
| 25 de mayo de 2009      | Osaka              | Japón          | Club Quattro                                           |
| 26 de mayo de 2009      | Nagoya             | Japón          | Club Quattro                                           |
| 28 de mayo de 2009      | Tokio              | Japón          | Duo Music Exchange                                     |
| 29 de mayo de 2009      | Tokio              | Japón          | Duo Music Exchange                                     |
| Europa                  |                    |                |                                                        |
| 1 de junio de 2009      | Landgraaf          | Países Bajos   | Landgraaf Megaland Park                                |
| 9 de junio de 2009      | Londres            | Inglaterra     | O2 Shepherds Bush Empire                               |
| 10 de junio de 2009     | Londres            | Inglaterra     | O2 Shepherds Bush Empire                               |
| 11 de junio de 2009     | Brighton           | Inglaterra     | Brighton Dome                                          |
| 13 de junio de 2009     | Crans-près-Céligny | Suiza          | Port de Crans                                          |
| 14 de junio de 2009     | Zúrich             | Suiza          | Volkshaus                                              |
| 16 de junio de 2009     | París              | Francia        | L'Olympia                                              |
| 17 de junio de 2009     | Lyon               | Francia        | Le Transbordeur                                        |
| 19 de junio de 2009     | Scheeßel           | Alemania       | MSC Eichenring                                         |
| 20 de junio de 2009     | Colonia            | Alemania       | Palladium Köln                                         |
| 21 de junio de 2009     | Tuttlingen         | Alemania       | Flugplatz Tuttlingen                                   |
| 23 de junio de 2009     | Milán              | Italia         | Idroscalo                                              |
| 25 de junio de 2009     | Barcelona          | España         | Palau Sant Jordi                                       |
| 26 de junio de 2009     | Madrid             | España         | Palacio de Deportes                                    |
| 27 de junio de 2009     | Málaga             | España         | Auditorio Municipal                                    |
| 28 de junio de 2009     | Lisboa             | Portugal       | Campo Pequeno                                          |
| 2 de julio de 2009      | Nibe               | Dinamarca      | Skalskoven                                             |
| 4 de julio de 2009      | Werchter           | Bélgica        | Werchter Festival Grounds                              |
| 5 de julio de 2009      | Arrás              | Francia        | Main Square                                            |
| 6 de julio de 2009      | Esch-sur-Alzette   | Luxemburgo     | Rockhal                                                |
| 9 de julio de 2009      | Estambul           | Turquía        | True Blue Fenerbahçe                                   |
| 11 de julio de 2009     | Kildare            | Irlanda        | Punchestown Racecourse                                 |
| 12 de julio de 2009     | Perth and Kinross  | Escocia        | Balado                                                 |
| Norte América           |                    |                |                                                        |
| 25 de julio de 2009     | Boston             | Estados Unidos | Agganis Arena                                          |
| 26 de julio de 2009     | Toronto            | Canadá         | Molson Amphitheatre                                    |
| 28 de julio de 2009     | Nueva York         | Estados Unidos | Hammerstein Ballroom                                   |
| 30 de julio de 2009     | Atlantic City      | Estados Unidos | Borgata Hotel, Casino and Spa                          |
| Australia               |                    |                |                                                        |
| 12 de agosto de 2009    | Brisbane           | Australia      | The Tivoli                                             |
| 14 de agosto de 2009    | Melbourne          | Australia      | Forum Theatre\|The Forum                               |
| 17 de agosto de 2009    | Sídney             | Australia      | Enmore Theatre                                         |
| 18 de agosto de 2009    | Sídney             | Australia      | Enmore Theatre                                         |
| Europa                  |                    |                |                                                        |
| 21 de agosto de 2009    | Glasgow            | Inglaterra     | Barrowland Ballroom                                    |
| 22 de agosto de 2009    | Staffordshire      | Inglaterra     | Weston Park                                            |
| 23 de agosto de 2009    | Chelmsford         | Inglaterra     | Hylands Park                                           |
| 25 de agosto de 2009    | Birmingham         | Inglaterra     | O2 Academy Birmingham\|O2 Academy Birmingham           |
| 26 de agosto de 2009    | Newcastle          | Inglaterra     | O2 Academy Birmingham\|O2 Academy Birmingham           |
| Norte América           |                    |                |                                                        |
| 29 de agosto de 2009    | Los Ángeles        | Estados Unidos | Hollywood Palladium                                    |
| 30 de agosto de 2009    | Santa Bárbara      | Estados Unidos | Santa Barbara Bowl                                     |
| 5 de septiembre de 2009 | Seattle            | Estados Unidos | Seattle Center                                         |

Notas
1. ↑  South by Southwest Festival[4]
2. ↑  Este concierto es parte de la Schaeffer Eye Center Crawfish cocer.[5]
3. ↑  Este concierto es parte de la gira de concierto de celebración de Grammy.[6]
4. ↑  Este concierto es parte de la fiesta de Caribana
5. ↑  Este concierto es parte de la Hurricane Festival[7]
6. ↑  Este concierto es parte de la Southside Festival[8]
7. ↑  Este concierto es parte de la fiesta de Nibe
8. ↑  Este concierto es parte de la Rock Werchter[9]
9. ↑  Este concierto es parte de la Oxegen[10]
10. 1 2  Estos conciertos forman parte de la Costa Pop 2009 25 Aniversario 40 principales
11. ↑  Este concierto es parte de la T in the Park[11]
12. ↑  Estos conciertos forman parte de la V Festival[12]

## Datos de puntuación de taquilla
| Lugar de celebración  | Ciudad      | Boletos vendidos / disponibles | Ingresos brutos |
| --------------------- | ----------- | ------------------------------ | --------------- |
| Showbox at the Market | Seattle     | 1,150 / 1,150 (100%)           | $19,980         |
| Commodore Ballroom    | Vancouver   | 990 / 990 (100%)               | $20,111         |
| The Fillmore          | New York    | 1,314 / 1,314 (100%)           | $23,980         |
| Wiltern Theatre       | Los Ángeles | 2,690 / 2,690 (100%)           | $44,913         |
| House of Blues        | Cleveland   | 1, 300 / 1,300 (100%)          | $23,400         |
| Clutch Cargo's        | Detroit     | 1,121 / 1,275 (88%)            | $21,438         |
|                       | TOTAL       | 8,565 / 8,719 (98%)            | $145,822        |